# Litarachna sabangensis
Litarachna sabangensis is een mijtensoort uit de familie van de Pontarachnidae. De wetenschappelijke naam van de soort is voor het eerst geldig gepubliceerd in 1984 door K.O. Viets.